# فاليري سيدورينكو
فاليري سيدورينكو (بالأوكرانية: Сидоренко Валерій Петрович)‏ (مواليد 23 سبتمبر 1976) هو ملاكم أوكراني، مثّل بلاده في الألعاب الأولمبية الصيفية 2000.

## روابط خارجية
فاليري سيدورينكو على موقع أوليمبيديا (الإنجليزية)